# Zeit (álbum de Rammstein)
Zeit (Português: Tempo) é o oitavo álbum de estúdio da banda alemã de Neue Deutsche Härte Rammstein, lançado em 29 de abril de 2022 pela Universal Music.
Produzido pela banda com Olsen Involtini, o álbum não foi planejado. Foi gravado em decorrência do adiamento da turnê da banda devido à pandemia de COVID-19. O lockdown devido à pandemia estimulou a criatividade da banda, resultando em sessões espontâneas de composição e gravação. A banda gravou o álbum no final de 2020 e início de 2021 no La Fabrique Studios em Saint-Rémy-de-Provence na França, onde gravaram seu álbum anterior. A faixa-título do álbum foi lançada como single principal em 10 de março de 2022.

## Antecedentes
Após o lançamento de seu sexto álbum de estúdio, Liebe ist für alle da (2009), o Rammstein dedicou quase uma década inteira a turnês e apresentações ao vivo em festivais, com os membros da banda Till Lindemann e Richard Kruspe lançando músicas com seus respectivos projetos paralelos Lindemann e Emigrate também neste período. O sétimo álbum de estúdio foi lançado em maio de 2019, encerrando esse longo hiato de gravação.
Para promover o álbum, a banda embarcou em sua turnê em estádios. Richard originalmente previu que a banda passaria três a quatro anos em turnê para divulgar o álbum. A banda anunciou datas para duas agendas na Europa e uma agenda na América do Norte. A primeira etapa europeia foi concluída em agosto de 2019, com a segunda etapa prevista para começar em maio de 2020. No entanto, depois que a pandemia de COVID-19 começou a afetar severamente a Europa e a América do Norte, resultando na aplicação de bloqueios em ambos os continentes, a banda atrasou as duas partes restantes da turnê para 2021. Ambos foram adiados mais uma vez para 2022.
Durante o início da quarentena do COVID-19 na Alemanha, a banda começou a escrever novas músicas, deixando em aberto a ideia de gravar um novo álbum. A banda optou por começar a escrever novas músicas para preencher o vazio criado pelo adiamento de sua turnê. Em setembro de 2020, a banda retornou ao La Fabrique Studios para começar a gravar seu novo material. O tecladista Flake Lorenz afirmou que as sessões foram espontâneas e que a quarentena fez com que a banda tivesse mais tempo para pensar em coisas novas e menos distração". A gravação do álbum foi finalizada em fevereiro de 2021. Em outubro de 2021, uma música do álbum foi compartilhada com o astronauta Thomas Pesquet, comandante da Estação Espacial Internacional.

## Divulgação
O Rammstein começou a postar pequenos vídeos em suas contas nas redes sociais em 8 de março de 2022, com a hashtag "#ZEITkommt". A banda anunciou o título e capa do álbum em 10 de março, juntamente com o lançamento de seu primeiro single, a faixa-título e o videoclipe da música.
"Zeit" foi lançado em CD padrão e deluxe, que inclui um livreto de 56 páginas, ambos alojados como um digipak, bem como um lançamento em vinil duplo e fita cassete. A capa do álbum mostra os membros do Rammstein descendo a escada do Trudelturm, um monumento dedicado à pesquisa aérea, localizado no Adlershof, em Berlim. A fotografia usada na arte do álbum foi tirada pelo músico canadense Bryan Adams.
Em 25 de março de 2022, o site da banda anunciou que 11 "cápsulas Zeit" foram espalhadas pelos continentes que a banda fará seus shows. O fã que inserir o código encontrado na cápsula consegue desbloquear o nome de uma das 11 faixas do novo álbum. O fã também recebe uma versão da embalagem do disco autografada pela banda, além de 2 ingressos para qualquer show do Rammstein de escolha do ganhador, incluindo viagens e acomodações para o show mencionado.
Em 3 de abril, a banda divulgou imagens nas redes sociais dos membros vestidos como pessoas que passaram por procedimentos estéticos e contando com um número de telefone de uma clínica de beleza, para promover o single e vídeo da música "Zick Zack". Ao ligar no número de telefone, uma central de atendimento dá três opções, na primeira, as informações do novo vídeo, que teve sua estreia no dia 7 de abril no site rammstein.com; na segunda, um trecho instrumental da música; e na terceira, um trecho acapella da música. O vídeo foi dirigido por Jörn Heitmann.
No dia 13 de abril, foi anunciado que alguns cinemas pelo mundo apresentariam o álbum um dia antes do lançamento com tecnologia Dolby Atmos. O álbum foi apresentado em cinemas da Alemanha, Austria, Bélgica, Canadá, EUA, Espanha, Eslováquia, Finlândia, França, Luxemburgo, Letônia, México, Noruega, Países Baixos, Polônia, Reino Unido, República Checa, Suécia e Suíça. Ainda foi anunciado que o vídeo da música "Angst" seria lançado no mesmo dia, e no dia seguinte para o restante do mundo.
O álbum também conta com a tecnologia Dolby Atmos através do Spatial Audio da Apple Music.
Em 27 de abril, um teaser do vídeo de "Angst" foi divulgado.
O videoclipe de "Angst" foi lançado em 28 de abril de 2022 nos cinemas selecionados, e em 29 de abril no restante do mundo. O vídeo foi dirigido por Robert Gwisdek.
Em 23 de maio de 2022 a banda anunciou o videoclipe de "Dicke Titten", o vídeo foi lançado em 25 de maio e foi dirigido por Jörn Heitmann. O single foi lançado em 27 de maio de 2022 nas plataformas digitais. 
Em 21 de novembro de 2022 a banda disponibilizou um video teaser para o videoclipe da música Adieu. O vídeo foi lançado em 24 de novembro, enquanto o single será lançado em 25 de novembro.

## Faixas
Todas as faixas escritas por Rammstein (Richard Z. Kruspe, Paul Landers, Till Lindemann, Christian Lorenz, Oliver Riedel e Christoph Schneider).
| Rammstein      |                     |         |  |
| N.º            | Título              | Duração |  |
| 1.             | "Armee der Tristen" | 3:26    |  |
| 2.             | "Zeit"              | 5:21    |  |
| 3.             | "Schwarz"           | 4:18    |  |
| 4.             | "Giftig"            | 3:08    |  |
| 5.             | "Zick Zack"         | 4:04    |  |
| 6.             | "OK"                | 4:03    |  |
| 7.             | "Meine Tränen"      | 3:57    |  |
| 8.             | "Angst"             | 3:44    |  |
| 9.             | "Dicke Titten"      | 3:38    |  |
| 10.            | "Lügen"             | 3:48    |  |
| 11.            | "Adieu"             | 4:36    |  |
| Duração total: | Duração total:      | 44:03   |  |

## Recepção crítica
| Críticas profissionais | Críticas profissionais |
| Pontuações agregadas   | Pontuações agregadas   |
| Fonte                  | Avaliação              |
| ---------------------- | ---------------------- |
| Metacritic             | 80/100                 |
| Avaliações da crítica  |                        |
| Fonte                  | Avaliação              |
| AllMusic               | [ 27 ]                 |
| Consequence of Sound   | 83/100                 |
| Kerrang!               | 4/5                    |
| musicOMH               | [ 30 ]                 |
| NME                    | [ 31 ]                 |
| Sputnikmusic           | [ 32 ]                 |
| The Guardian           | 3/5                    |

"Zeit" recebeu elogios da crítica profissional. No site agregador de críticas Metacritic, ele possui uma pontuação média de 80/100, com base em 7 revisões. O portal NME avaliou Zeit como "um álbum mais reflexivo do que os discos anteriores do Rammstein, mas que ainda é uma fera enérgica e arrogante."
A Kerrang deu 4/5 estrelas, e escreveu que as músicas se encontram "emocionalmente bem investidas".
Foi considerado um dos melhores albuns de Metal de 2022 pela Metal Hammer. A mesma revista o considerou o 34º álbum de metal mais antecipado de 2022.

## Desempenho comercial e posições nas paradas
Zeit estreou nas paradas no dia 06 de maio de 2022. Vendeu mais de 160.000 cópias na primeira semana, atingiu primeiro lugar em 17 países, e ficou entre os top 20 de todos os países que esteve nas paradas. Na Alemanha se tornou o álbum com o melhor desempenho de uma banda alemã depois de três anos, desde o lançamento do álbum "Rammstein".
| Paradas (2022)                        | Posição |
| ------------------------------------- | ------- |
| Alemanha (Offizielle Deutsche Charts) | 1       |
| Áustria (Ö3 Austria)                  | 1       |
| Austrália (ARIA)                      | 3       |
| Canadá (RPM)                          | 1       |
| República Tcheca (ČNS IFPI)           | 1       |
| Dinamarca (Hitlisten)                 | 1       |
| Espanha (PROMUSICAE)                  | 4       |
| Estados Unidos (Billboard 200)        | 15      |
| Estados Unidos (Top Rock Albums)      | 2       |
| Estados Unidos (Top Hard Rock Albums) | 1       |
| Estados Unidos (Top World Albums)     | 1       |
| Países Baixos (Dutch Charts)          | 1       |
| Bélgica (Ultratop Flandres)           | 1       |
| Bélgica (Ultratop Valônia)            | 1       |
| França (SNEP)                         | 1       |
| Finlândia (Suomen virallinen lista)   | 1       |
| Hungria (MAHASZ)                      | 2       |
| Irlanda (IRMA)                        | 20      |
| Itália (FIMI)                         | 12      |
| Nova Zelândia (RMNZ)                  | 11      |
| Noruega (VG-lista)                    | 1       |
| Polónia (ZPAV)                        | 3       |
| Portugal (AFP)                        | 3       |
| Escócia (Official Scottish Albums)    | 1       |
| Suécia (Sverigetopplistan)            | 1       |
| Suíça (Schweizer Hitparade)           | 1       |
| Reino Unido (Official Albums Chart)   | 3       |
| Reino Unido (UK Rock & Metal Albums)  | 1       |

### Paradas de final de ano
| Paradas (2022)                        | Posição |
| ------------------------------------- | ------- |
| Alemanha (Offizielle Deutsche Charts) | 1       |

## Histórico de lançamento
| Região         | Data                | Formatos                   | Gravadora         | Catálogo                    | Nota                                                                                                | Ref.   |
| -------------- | ------------------- | -------------------------- | ----------------- | --------------------------- | --------------------------------------------------------------------------------------------------- | ------ |
| Mundo          | 29 de abril de 2022 | Download digital Streaming | Universal Music   | —                           | -                                                                                                   |        |
| União Europeia | 29 de abril de 2022 | Vinil 12-inch              | Universal Music   | 0602445085019               | Vinil duplo, disponível nas cores preto, e transparente (apenas pela RammsteinShop e EMP)           | [ 66 ] |
| União Europeia | 29 de abril de 2022 | CD (Edição padrão)         | Universal Music   | 0602445084999               | Edição padrão com capa em Digipak                                                                   | [ 67 ] |
| União Europeia | 29 de abril de 2022 | CD (Edição especial)       | Universal Music   | 0602445085002               | Edição especial com capa em formato blu-ray, com livreto de 56 páginas.                             | [ 68 ] |
| Japão          | 29 de abril de 2022 | CD (Edição especial)       | Universal Music   | UICY-16067                  | Edição especial japonesa com títulos e tradução em japonês                                          | [ 69 ] |
| Reino Unido    | 29 de abril de 2022 | Cassete                    | Spinefarm Records | 0602445784240/0602445784264 | Fita cassete limitada em 250 cópias na cor transparente e em 750 copias na cor preto.               | —      |
| União Europeia | 27 de maio de 2022  | Cassete                    | Universal Music   | —                           | Fita cassete na cor transparente                                                                    | —      |
| União Europeia | 06 de maio de 2022  | Vinil 12-inch              | Universal Music   | 0602445623945               | Vinil duplo, colorido em azul mármore, limitado exclusivamente para a RammsteinShop e Amazon alemã. |        |

## Ficha técnica
| Rammstein - Till Lindemann – vocal principal, música, letras - Richard Z. Kruspe – guitarra principal, música, letras - Oliver Riedel – baixo, música, letras - Paul Landers – guitarra rítmica, música, letras - Christian Lorenz – teclado, música, letras - Christoph Schneider – bateria, música, letras - Konzertchor Dresden – cordas, coro (faixas 1, 2, 10, 11); - Coral Acadêmico da Companhia Nacional de Televisão e Rádio da Bielorrússia - coro (faixa 6); - Friedemann Schulz - condutor (faixas 1, 2, 10, 11) - Wilhelm Keitel - condutor (faixa 6); - Martin Fischer - gravação dos corais (faixas 1, 2, 10, 11); - Dzmitry Karshakevich - gravação dos corais (faixa 6); - Siarhei Chaika - gravação dos corais (faixa 6); - J. J. Duvét – backing vocals (faixa 2) - Sven Helbig - arranjo de corais (faixas 1-2, 6, 11); arranjo orquestral (faixas 3, 7, 9); - Orquestra Estatal de Dresden - orquestra (faixas 3, 9); - Bernd Schober - Oboé (faixa 7); - Wolfram Grosse - Clarinete (faixa 7); | - Jens Dreesen - masterização - Olsen Involtini - produção, mixagem, gravação - Rammstein - produção - Florian Ammon - produção adicional, mixagem, edição, engenheiro de áudio; - Daniel Cayotte - assistente de estúdio; - Sky van Hoff - Gravação, edição e produção adicional (guitarras); - Rossi Rossberg - Técnico de baterias; - Nando Bernaldo - Técnico de teclados; - Bryan Adams - fotografia - Dirk Rudolph - arte, logomarcas - Licenciado para a Universal Music GmbH/Vertigo Berlin; - Companhia fonográfica e Direitos autorais: Rammstein GbR; - Publicado por: Rammstein Musikverlag; Musik Edition Discoton GmbH; - Gravado em: La Fabrique; Igreja de Loschwitz, Dresden; Engine 55 Studio, Berlim; Estúdio da Companhia Nacional de Televisão e Rádio da Bielorrússia, Minsk; Horos Tonstudio, Dresden; |